# Garbina (Braniewo)
Garbina (deutsch Willenberg) ist ein Dorf in der polnischen Woiwodschaft Ermland-Masuren. Es gehört zur Landgemeinde Braniewo (Braunsberg) im Powiat Braniewski (Kreis Braunsberg).

## Geographische Lage
Garbina liegt im Nordwesten der Woiwodschaft Ermland-Masuren, fünf Kilometer südwestlich der Kreisstadt Braniewo (Braunsberg).

## Geschichte
Das Dorf Willenberg war von 1874 bis 1945 ein Teil des Amtsbezirks Klenau (polnisch Klejnowo) im ostpreußischen Kreis Braunsberg, Regierungsbezirk Königsberg. Im Jahre 1910 waren in Willenberg 206 Einwohner registriert. Ihre Zahl verringerte sich bis zum Jahre 1933 auf 173 und belief sich im Jahre 1939 noch auf 148.
Im Zuge der im Jahre 1945 in Kriegsfolge vorgenommenen Abtretung des gesamten südlichen Ostpreußen an Polen erhielt Willenberg die polnische Namensform „Garbina“. Heute ist das Dorf eine Ortschaft innerhalb der Gmina Braniewo (Landgemeinde Braunsberg) im Powiat Braniewski (Kreis Braunsberg), von 1975 bis 1998 der Woiwodschaft Elbląg, seither der Woiwodschaft Ermland-Masuren zugehörig. Im Jahre 2021 zählte Garbina 29 Einwohner.

## Religion

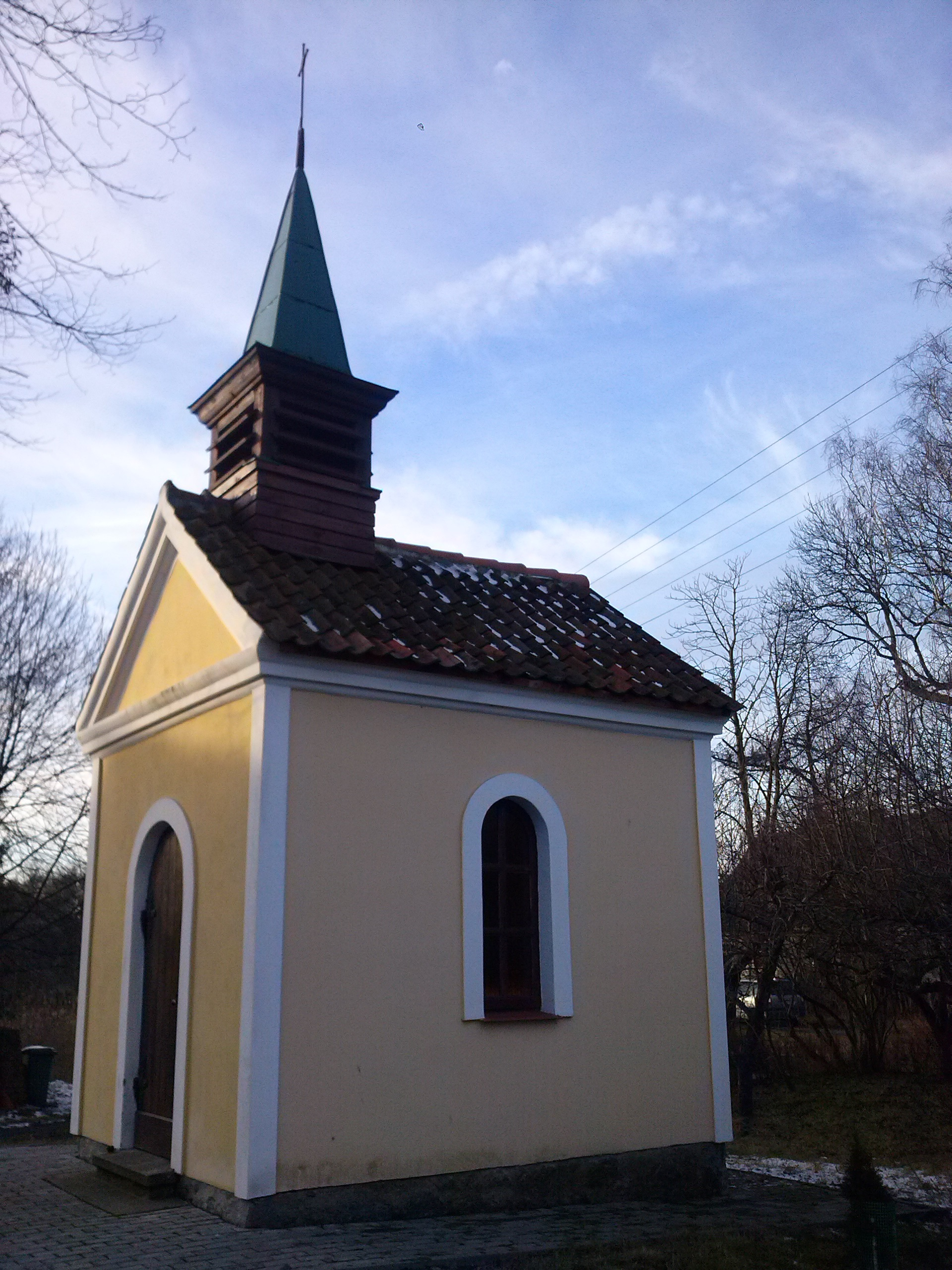
Wegekapelle in Garbina

Bis 1945 war Willenberg in die römisch-katholische Pfarrei Braunsberg (Braniewo) im damaligen Bistum Ermland, außerdem in die evangelische Kirche Braunsberg in der Kirchenprovinz Ostpreußen der Kirche der Altpreußischen Union eingegliedert.
Seit 1945 gehört Garbina noch immer zur katholischen Pfarrei in Braniewo, jetzt im Erzbistum Ermland gelegen, aber außerdem zur Diözese Masuren der Evangelisch-Augsburgischen Kirche in Polen.

## Verkehr
Garbina liegt an einer Nebenstraße, die bei Stępień (Stangendorf) von der polnischen Woiwodschaftsstraße 504 (hier im Abschnitt der einstigen deutschen Reichsstraße 1) abzweigt und bis nach Biedkowo (Betkendorf) in der Gmina Frombork (Stadt- und Landgemeinde Frauenburg) führt. Die nächste Bahnstation ist Stępień an der – allerdings nicht mehr befahrenen – Bahnstrecke Elbląg–Braniewo.